# Ивангород (Черкасская область)
Иванго́род (укр. Івангород) — село в Уманском районе Черкасской области Украины.
Почтовый индекс — 20040. Телефонный код — 4745.

## История
Село было оккупировано в годы Великой Отечественный войны. В его окрестностях в 1942 году сделана знаменитая фотография айнзацгруппы в Ивангороде, на которой немецкие солдаты расстреливают женщину, пытающуюся закрыть своим телом ребёнка, ещё одно тело лежит у его ног, а в правой части снимка своей участи ожидают трое мужчин.

## Население
Население по переписи 2001 года составляло 1193 человека.

### Языковой состав
Родной язык населения по данным переписи 2001 года:
| Язык       | Численность, чел. | Доля     |
| ---------- | ----------------- | -------- |
| Украинский | 1 167             | 97,82 %  |
| Русский    | 20                | 1,68 %   |
| Другое     | 6                 | 0,50 %   |
| Итого      | 1 193             | 100,00 % |

## Уроженцы
- Альтман, Пётр Израилевич (1904—1941) — писатель, литературовед.

## Местный совет
20040, Черкасская обл., Христиновский р-н, с. Ивангород